# Pseudopallene dubia
Pseudopallene dubia is een zeespin uit de familie Callipallenidae. De soort behoort tot het geslacht Pseudopallene. Pseudopallene dubia werd in 1963 voor het eerst wetenschappelijk beschreven door Clark. 